# 割烹
割烹（かっぽう）は、肉を割（さ）き、烹（に）るの意味で、日本料理の調理。またはその料理を提供する飲食店のことを指す。
かつて割烹旅館、割烹料理店と言うと、法的認可を受け、警察の管理下にて酌婦や芸妓、今で言うコンパニオンを座敷に入れて良いとのお店に限られていた。

## 概要
- 食品を割き、煮炊きすること。調理、または料理すること。「割」は包丁で切ること、「烹」は火を使う調理法[2]。

（例）割烹講習会、割烹着
- 主に、会席料理、懐石料理、精進料理といった料理に対する呼称として使われる。江戸料理に対して、上方の料理を「割烹」と呼んだことから、江戸後期になって、主に高級料理が割烹と呼ばれるようになった。それらをはじめ比較的高級な和食を提供する料理店をいう[3]。

- カウンター割烹、寿司割烹、料亭割烹

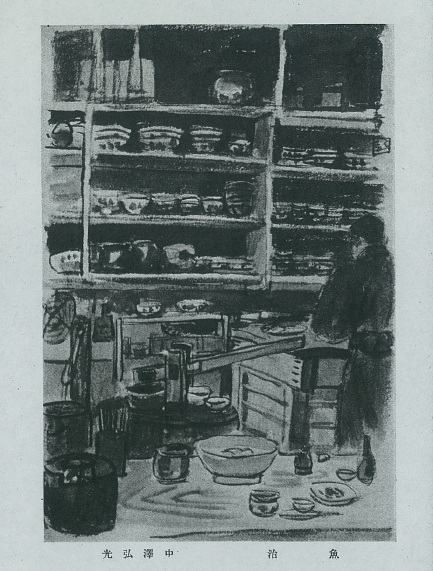
『畿内見物　大阪之巻』 金尾文淵堂 1912.7巻頭の絵図に「魚治」が描かれている。

- 上記のうち、特に客の好みに応じて即席に作った出来立ての高級な和食を、カウンター席やテーブル席などで気軽に食べさせる料理店。即席割烹。板前割烹。カウンター割烹。

これは、明治時代後期頃から大阪で流行した飲食スタイルで、当時は、腰掛けの即席料理店と呼ばれていた。それまでの宴席料理と違い、自分の好みに応じて、板前が目の前で即座に調理した出来立ての高級料理を気軽な椅子席で食べられることから、大正・昭和初期に大阪で大流行となり、全国に広がっていった。
- この意味での「割烹」は、以下の点において「料亭」と区別される。

| 割烹                                           | 料亭                           |
| ---------------------------------------------- | ------------------------------ |
| カウンター席やテーブル席などが中心             | 座敷中心                       |
| その場で客の注文に応じて作られるアラカルト中心 | あらかじめ設定されたコース中心 |
| 専門の接客係はいない                           | 専門の接客係（仲居等）がいる   |
| 芸妓を呼べない                                 | 芸妓を呼べる                   |